# Marc Moulin
Marc Moulin  (* 1. September 1942 in Ixelles; † 26. September 2008) war ein belgischer Jazz- und Fusionmusiker (Piano, Hammondorgel, Keyboard, Synthesizer), Musikproduzent und Autor. Er gehörte zu den Pionieren des Electro Jazz.

## Leben und Wirken
Moulin, dessen Eltern der Soziologe und Autor Léo Moulin und die Dichterin und Literaturkritikerin Jeanine Moulin sind, erhielt Musikunterricht an der Académie de musique seiner Geburtsstadt. Er studierte politische und Wirtschaftswissenschaften an der Université libre de Bruxelles. Während seines Studiums arbeitete er als Jazzpianist. 1961 gründete er ein eigenes Trio, mit dem er Preise auf verschiedenen Jazzfestivals gewann. 1963 wurde er Mitglied des Quintetts von Alex Scorier. Auch begleitete er durchreisende Musikern wie Dexter Gordon, Slide Hampton, Benny Bailey, Don Byas, Johnny Griffin oder Clark Terry.
Mit Philip Catherine gründete Moulin in den späten 1960er Jahren die Jazz-Funk-Rock-Formation Casino Railway und spielte auf dessen Debütalbum Stream. Dann wurde er in den frühen 1970er Jahren Organist der Jazzrock-Gruppe Placebo, die auch international Beachtung fand und 1972 auf dem Montreux Jazz Festival einen Preis gewann. 1974 nahm er ein erstes Soloalbum auf. Auch war er 1977 einer der Gründer der Avant-Rock-Band Aksak Maboul (und auch auf deren erstem Album zu hören).
1979 gründete er die Synthie-Pop-Band Telex mit Dan Lacksman und Michel Moers. Die Band repräsentierte Belgien beim Eurovision Song Contest 1980.  Von Moulins 2002 erschienenem Blue Note-Album Top Secret, das Jazz mit Elektropop und Soulmusik amalgamierte, wurden weltweit mehr als 100.000 Exemplare verkauft. Als Produzent komponierte und produzierte Moulin unter anderem Songs für Künstler wie  Lio, Alain Chamfort, Jacques Duvall, Viktor Lazlo oder die Sparks. Auch produzierte er mehrere Alben von Philipp Catherine und schrieb Filmmusik.
Moulin war auch als Journalist und Radio-Redakteur tätig. Für den belgischen Sender La Première entwickelte er die Konzepte der Sendungen Cap de nuit, King Kong, Radio Crocodile und Radio Cité; auch hatte er eine wöchentliche humoristische Kolumne in der Zeitung Télémoustique.
Moulin starb an Kehlkopfkrebs. Der Remixer Denis Moulin (La Malice) ist sein Sohn. Die 2002 beim Label Blue Note in Neuseeland erschienene Doppel-CD Into the dark enthält auf dem ersten Tonträger Originalaufnahmen und auf dem zweiten Remixe des Materials von La Malice.

## Diskographische Hinweise
Alben unter eigenem Namen
- Sam’ Suffy (1974)
- Picnic (1986)
- Maessage (1992)
- Top Secret (2001, Single Into the Dark)
- Entertainment (2004, mit Bert Joris, Philip Catherine, Fabrice Alleman,  Christa Jerome,  Peter Schneider)
- I Am You (2007)
- Best of (2009)
- Songs & Moods (2013)

Mit Placebo
- Ball of Eyes (1971)
- 1973 (1973)
- Placebo (1974)
- Placebo Sessions 1971–74 (2006)